# Željko Obradović
Želimir Obradović, detto Željko (in serbo Желимир "Жељко" Обрадовић?; Čačak, 9 marzo 1960), è un allenatore di pallacanestro ed ex cestista jugoslavo, dal 2006 serbo.

## Carriera

### Giocatore

#### Club
Obradović giocava nella posizione di playmaker. Arriva al Partizan Belgrado all'età di 26 anni, dove assieme a Vlade Divac e Žarko Paspalj e altri, vinse il campionato jugoslavo nel 1986-87, arriva alle final four nella Coppa dei Campioni del 1988 e vinse la Coppa Korać nel 1989.

#### Nazionale
Come membro della Nazionale jugoslava di pallacanestro ha vinto la medaglia d'argento alle Olimpiadi del 1988 e quella d'oro al campionato mondiale del 1990.

### Allenatore

Obradović dopo la conquista dell'Eurolega 2001-2002

Quando la sua carriera era al massimo, subì un grave contaccolpo poiché in Jugoslavia venne condannato a un anno di prigione per aver causato la morte in un incidente stradale. Želimir, dopo aver scontato la pena, ritornò a giocare e già negli ultimi giorni da giocatore allenò le squadre giovanili del Partizan. Si ritirò dal basket giocato nel 1991.
Obradović è considerato l'allenatore più vincente in Europa. Ciò è pienamente confermato dalla grande collezione di titoli nella sua carriera da coach: nove campionati europei e due Saporta Cup, in diverse squadre. Vinse anche titoli europei e mondiali con la nazionale di pallacanestro della Jugoslavia, della quale fu coach dal 1996 al 2000.
In Italia ha allenato la Benetton Pallacanestro Treviso dal 1997 al 1999 vincendo una supercoppa italiana nel 1997 e la Saporta Cup nel 1999. Dopo l'esperienza trevigiana costruisce la sua leggenda alla guida del Panathinaikos B.C.. Legando il suo nome a volti di primo piano del basket europeo (Dimitris Diamantidis, Fragiskos Alvertis, Sarunas Jasikevicius) conquista 11 titoli nazionali e 5 EuroLeague, diventando il più vincente coach del basket internazionale. Nell'estate 2012 chiude il suo ciclo prendendosi un anno sabbatico.
Nel luglio 2013 diventa allenatore del Fenerbahçe. Nella prima stagione non ottiene i risultati sperati in Europa mancando l'accesso ai play-off, ma ottiene il primo titolo turco battendo in finale il Galatasaray, assente in gara-7 per protesta contro la federazione. Nel 2014-15 guida i gialloblù alle prime Final Four di EuroLeague della loro storia: battuto in semifinale dal Real Madrid (poi campione), si ferma al penultimo atto anche in patria, battuto dal sorprendente Pinar Karsiyaka di Bobby Dixon. Nel 2015-2016 centra la finale di EuroLeague, poi vinta dal Cska all'overtime, e conquista il suo secondo titolo turco, battendo 4-2 in finale l'Anadolu Efes. Nel 2016-17 torna sul trono d'Europa vincendo la nona Eurolega della sua carriera nella final four di Istanbul, dominando 84-64 l'Olympiakos. Il 23 giugno del 2020 lascia la società turca dopo sette anni.

## Palmarès

### Giocatore
- YUBA liga: 1

Partizan Belgrado: 1986-87
- Coppa di Jugoslavia: 1

Partizan Belgrado: 1989
- Coppa Korać: 1

Partizan Belgrado: 1988-89

### Allenatore

#### Competizione nazionale
- YUBA liga: 1

Partizan Belgrado: 1991-92
- Coppa di Jugoslavia: 1

Partizan Belgrado: 1992
- Campionato greco: 11

Panathinaikos Atene: 1999-2000, 2000-01, 2002-03, 2003-04, 2004-05, 2005-06, 2006-07, 2007-08, 2008-09, 2009-10, 2010-11
- Coppa di Grecia: 7

Panathinaikos Atene: 2002-03, 2004-05, 2005-06, 2006-07, 2007-08, 2008-09, 2011-12
- Supercoppa italiana: 1

Pallacanestro Treviso: 1997
- Campionato turco: 4

Fenerbahçe: 2013-14, 2015-16, 2016-17, 2017-18
- Coppa di Turchia: 3

Fenerbahçe: 2016, 2019, 2020
- Coppa del Presidente: 3

Fenerbahçe: 2013, 2016, 2017
- Campionato serbo: 1

Partizan: 2024-25
- Lega Adriatica: 2

Partizan Belgrado: 2022-23, 2024-25

#### Competizione internazionale
- Coppa dei Campioni - Eurolega: 9 (record)

Partizan Belgrado: 1991-92
Joventut Badalona: 1993-94
Real Madrid: 1994-95
Panathinaikos Atene: 1999-2000, 2001-02, 2006-07, 2008-09, 2010-11
Fenerbahçe: 2016-17
- Eurocoppa - Coppa Saporta: 2

Real Madrid: 1996-1997
Pallacanestro Treviso: 1998-99

#### Nazionale

##### Per la Jugoslavia
- Argento Olimpico

Atlanta 1996
- Oro FIBA EuroBasket

Spagna 1997
- Oro Mondiale FIBA

Grecia 1998
- Bronzo FIBA EuroBasket

Francia 1999

### Individuale
- A1 Ethniki allenatore dell'anno: 4

Panathinaikos: 1999-2000, 2006-07, 2008-09, 2010-11
- Aleksandr Gomel'skij Coach of the Year: 3  (record condiviso con Giōrgos Mpartzōkas)

Panathinaikos: 2006-07, 2010-11
Fenerbahce: 2016-17
- ABA Liga Coach of the Year: 2

Partizan: 2021-22, 2022-23